# La cura del microfono
La cura del microfono è il secondo album del duo hip hop italiano Stokka & MadBuddy, pubblicato nel dicembre del 2002.
Le produzioni sono affidate a Stokka, DJ Shocca e Traze. L'unica traccia che presenta collaborazioni è Fuori dalla scatola, con artisti di primo piano della scena italiana come Frank Siciliano, DJ Shocca e Mistaman.

## Tracce
1. Intro
2. Palermo Centrale 2003
3. May day
4. La cura del microfono
5. Hell-Buddy
6. Low communication
7. Anestesia della realtà
8. Fuori dalla scatola feat. Frank Siciliano, Mistaman, DJ Shocca
9. 100 Passi
10. Outro